# 존 다우어
존 다우어(John W. Dower, 1938년 6월 21일)는 미국의 역사학자, 작가이다.  매사추세츠 공과대학 명예 교수로 일본근대사를 전공했다. 1999년 저서 《패배를 껴안고》로 퓰리처상 일반 논픽션 부문 등을 수상했다.

## 약력
미국 로드아일랜드주에서 태어났다. 대학에선 미국 문학을 전공했다. 1958년 일본에 가서 가나자와시에 체류한 것을 계기로 일본 문학에 관심을 뒀다. 하버드 대학교에서 모리 오가이 연구로 석사, 일본 요시다 시게루 총리 시기의 미일 관계 연구로 박사 학위를 취득했다. 1999년 저서 《패배를 껴안고》(Embracing Defeat: Japan in the Wake of World War II)로 퓰리처상을 수상했다. 1986년에는 다큐멘터리 영화 《지옥의 불: 히로시마로부터의 여행(Hellfire: A Journey From Hiroshima)》의 제작 총지휘를 맡았다. 이 영화로 아카데미상 후보에 오르기도 했다. 부인은 일본인이다.

## 저서

### 단독 저서
- The Elements of Japanese Design: A Handbook of Family Crests, Heraldry & Symbolism (Weatherhill, 1971).
- Empire and Aftermath: Yoshida Shigeru and the Japanese Experience, 1878-1954 (Harvard University Press, 1979).
- Japanese History & Culture from Ancient to Modern Times: Seven Basic Bibliographies (Manchester University Press, 1986).
- War without Mercy: Race and Power in the Pacific War (Faber and Faber, 1986).
- Japan in War and Peace: Selected Essays (W. W. Norton, 1993).
- Embracing Defeat: Japan in the Wake of World War II (W. W. Norton, 1999). 《패배를 껴안고》. 번역 최은석. 민음사. 2009. ISBN 9788937482694.
- The Violent American Century: War and Terror Since World War II (Haymarket Books, 2017). 《폭력적인 미국의 세기》. 번역 정소영. 창비. 2018. ISBN 9788936486259.

## 같이 보기
- 대일강화조약